# Csallóköz (hetilap)
A Csallóköz az egyik legrégebbi felvidéki, magyar nyelvű regionális hetilap. Szerkesztőségének székhelye Dunaszerdahely, Gesztenyesor 1. Vezető szerkesztője Molnár Róbert.